# Esporte Clube Primeiro Passo Vitória da Conquista
O Esporte Clube Primeiro Passo Vitória da Conquista, mais conhecido como Vitória da Conquista, ou simplesmente Conquista, e cujo acrônimo é ECPP, é um clube de futebol brasileiro. Fica sediado na cidade de Vitória da Conquista, no estado da Bahia. Fundado em 21 de Janeiro de 2005, tem como suas cores tradicionais o verde e o branco.
É o maior vencedor da Copa Governador do Estado da Bahia com 5 títulos, 3 de forma consecutiva.
É um dos clubes mais novos do estado da Bahia, porém, em pouco tempo de história, já conseguiu grandes campanhas e conquistas. Com apenas um ano de criação, conquistou a segunda divisão do Campeonato Baiano e anos depois, se tornou o maior campeão da Copa Governador do Estado da Bahia conquistando cinco títulos, além disso, foi campeão do primeiro turno do estadual duas vezes e Vice-campeão do Campeonato Baiano: 2015.

## História
O clube foi fundado pelo ex-jogador Ederlane Amorim, com a proposta de resgatar as conquistas do futebol da cidade, então bastante famoso em âmbito estadual, graças a times como o Conquista EC e o Humaitá (licenciados), o Conquista FC e o Serrano Sport Club.
Foi iniciado, de fato, em 2001, com um trabalho voltado para a inclusão social, com objetivo de preparar os futuros atletas para o clube profissional. Essa proposta é consolidada com algumas participações em campeonatos locais e com a expansão do então Projeto Primeiro Passo para outras regiões do estado.
Em janeiro de 2005 foi fundado o Esporte Clube Primeiro Passo de Vitória da Conquista, legalmente instituído como equipe profissional. O Primeiro Passo, em seu site, traz uma promessa de "romper com os velhos vícios da cartolagem" e se considera "uma promessa".
A ascensão do ECPP foi meteórica. Seu primeiro título do time profissional foi conquistado na Segunda Divisão do Campeonato Baiano em 2006, quando a equipe terminou invicta após 14 partidas, enfrentando equipes como o tradicional Galícia e o forte Jacuipense.
Nos anos seguintes, fez campanhas razoáveis na primeira divisão estadual e no Campeonato Brasileiro da Série C, onde em 2008 perdeu a vaga por um gol.
Em 2009, chegou pela primeira vez na final da Copa Governador do Estado da Bahia, sendo derrotado pelo Fluminense de Feira.
Em 2010 venceu a Copa Governador do Estado da Bahia, o que lhe garantiu o direito de disputar o Campeonato Brasileiro da Série D de 2011.
Em 2011, conquistou a Copa Governador do Estado da Bahia pela segunda vez, o que lhe garantiu o direito de disputar o Campeonato Brasileiro da Série D de 2012.
Em 2012, conquistou novamente pela terceira vez consecutiva a Copa Governador do Estado da Bahia, o que lhe garantiu o direito de disputar o Campeonato Brasileiro da Série D de 2013, e a Copa do Brasil de 2013.
Em 2013 disputou a Copa do Brasil onde foi eliminado na primeira fase pelo Sport Recife, e teve a melhor campanha da primeira fase do Campeonato Baiano de 2013, garantindo vaga na Copa do Nordeste de 2014.
Em 2014 disputou a Copa do Nordeste, sendo o pior time na competição, em 6 jogos, perdeu 5 e empatou uma. No segundo semestre sagrou-se tetracampeão da Copa Governador do Estado da Bahia, o que lhe garantiu vaga para disputar a Copa do Brasil de 2015.[carece de fontes?]
Em 2015, após bela campanha no Campeonato Baiano chegou a final contra o Bahia. No primeiro jogo, em casa, aplicou uma goleada de 3 a 0 frente o rival, mas sucumbiu à força do Tricolor e acabou sendo goleado por 6 a 0 no jogo de volta na Fonte Nova. Como garantiu um vaga na Copa do Brasil, o time estreou contra o forte Palmeiras em casa. Mas o time não jogou bem e acabou sendo eliminado da competição após uma goleada por 4 a 1.
Em 2016, sua campanha no Campeonato Baiano, culminou na disputa de duas partidas contra a equipe do Colo-Colo, a permanência na primeira divisão. A primeira partida terminou sem gols e o jogo de volta venceu pelo placar de 2 a 1, garantindo sua permanência na 1ª divisão do próximo ano. Disputou ainda, devido a campanha no Campeonato Baiano do ano anterior, a Copa do Nordeste de 2016 pela segunda vez em sua história, caindo no grupo com Ceará, Sampaio Corrêa e Flamengo-PI, lutando pela vaga até a última rodada, porém foi eliminado na primeira fase. Na Copa do Brasil de 2016, o Bode enfrentou o Náutico do Recife. Empatou o 1º jogo por 0 a 0 no Lomantão, empatou na volta por 1 a 1, na Arena Pernambuco, assim, classificando o Conquista para a 2ª fase da Copa pela primeira vez na história, e foi apenas a 2ª vez que um time fora da dupla Ba-Vi conseguiu passar de fase na Copa, assim, avançando para enfrentar o Santa Cruz e evitando um clássico recifense na Copa. Apesar disso, o Bode acabou sendo eliminado no 1º jogo da 2ª fase, perdendo de 2 a 0 para o próprio Santa Cruz, praticamente encerrando sua temporada de 2016.
Em 2017, o Vitória da Conquista terminou a fase inicial do Campeonato Baiano em 4º lugar, avançando para as semifinais, onde foi eliminado pelo Vitória, terminando a competição como 4º colocado. Com essa colocação no Campeonato Baiano a equipe obteve vaga na Copa do Brasil de 2018 e na Série D de 2018. Na Copa do Brasil de 2017 o Vitória da Conquista foi eliminado na primeira fase, depois de empatar por 1 a 1 contra o Coritiba no Estádio Lomanto Júnior, a equipe do Coritiba devido ao Ranking da CBF tinha a vantagem do empate.
Em 2018, o Vitória da Conquista fez uma de suas piores campanhas no Campeonato Baiano ficando em 9º lugar. Na Série D de 2018 o clube que caiu no grupo com Santa Rita, Itabaiana e Treze, acabou ficando em 3º lugar e sendo eliminado na fase de grupos com 2 vitórias, 2 empates e 2 derrotas.
Em 2019, o Vitória da Conquista terminou a fase inicial do Campeonato Baiano em 4º lugar, avançando para as semifinais, onde foi eliminado pelo Bahia de Feira, após empatar por 1 a 1 em casa e perder por 2 a 1 fora.
Em 2022, foi rebaixado no Campeonato Baiano depois de 15 anos disputando a primeira divisão.

## Estádios

### Estádio Lomanto Júnior
O Vitória da Conquista manda seus jogos no Estádio Lomanto Júnior, mais conhecido como Lomantão, em Vitória da Conquista, com capacidade para 13.000 pessoas.
O estádio é considerado um dos mais bonitos e arborizados da Bahia, pois é localizado em meio a um bosque, e também é utilizado para o desempenho de diversas atividades físicas, como corrida e atletismo.
Além disso, é o 6º maior estádio do estado da Bahia em capacidade, atrás apenas da Arena Fonte Nova, Barradão, Pituaçu, Jóia da Princesa e Carneirão, sendo os dois últimos localizados em Feira de Santana e Alagoinhas respectivamente, o que torna o Lomantão o 3º maior do interior do estado.[carece de fontes?]

### Estádio Edvaldo Flores
O Vitória da Conquista mandou os jogos da Copa Governador da Bahia de 2015 no Estádio Edvaldo Flores. O estádio também é utilizado para jogos da categoria de base do clube.
Construído na década de 1950, é um dos mais antigos equipamentos esportivos da cidade. No dia 28 de Março de 2015, o estádio foi reinaugurado totalmente revitalizado e, atualmente, o estádio conta com capacidade para pouco mais de 2.500 pessoas.

## Rivalidades

### Clássico do Café
Um dos maiores rivais do Vitória da Conquista é o Serrano Sport Club, também sediado na cidade de Vitória da Conquista, cujo confronto é conhecido como Clássico do Café, e com quem dividia o Estádio Lomanto Júnior até 2013, quando o Serrano passou a mandar seus jogos em outras cidades do estado da Bahia.

### Outras Rivalidades
O Vitória da Conquista também possui rivalidade com o Bahia onde nos últimos anos vem se enfrentando frequentemente em decisões, como na semifinal do Campeonato Baiano de Futebol de 2012, e a final do Campeonato Baiano de Futebol de 2015. Também possui uma forte rivalidade com o Itabuna, e com o Atlético de Alagoinhas, tendo derrotado nas finais da Copa Governador do Estado da Bahia de 2010 e 2011.

## Torcida
O Vitória da Conquista possui uma das torcidas mais presentes do Futebol Baiano, com uma das melhores médias de público entre os clubes do interior. A torcida organizada do clube (Torcida Organizada Criptonita) por anos seguidos vem recebendo o prêmio de melhor torcida do Campeonato Baiano, muito devido ao comportamento pacífico nos estádios.

## Títulos
| Estaduais | Estaduais                                 | Estaduais | Estaduais                     |
|           | Competição                                | Títulos   | Temporadas                    |
|           | Copa Governador do Estado da Bahia        | 5         | 2010, 2011, 2012, 2014 e 2016 |
|           | Campeonato Baiano - Série B               | 1         | 2006                          |
| Bahia     | Troféu Claudir Prado                      | 1         | 2012                          |
| Bahia     | Troféu Governador do Estado Jaques Wagner | 1         | 2011                          |
| Bahia     | Troféu José Fernandes Carneiro            | 1         | 2014                          |
| --------- | ----------------------------------------- | --------- | ----------------------------- |

 Campeão invicto

## Campanhas de destaque
- Vice-campeão do Campeonato Baiano: 2015
- Vice-campeão da Copa Governador do Estado da Bahia: 2009 e 2013
- Vice-campeão do Torneio Início da Bahia: 2011
- 3º Lugar do Campeonato Baiano: 2008 e 2014
- 3º Lugar do Campeonato Baiano - 2ª Divisão: 2023
- 4º Lugar do Campeonato Baiano: 2012, 2017 e 2019

## Estatísticas

#### Participações
|  | Participações em 2025 |

| Competição | Competição        | Temporadas | Melhor campanha     | Estreia | Última | P | R |
| Bahia      | Campeonato Baiano | 15         | Vice-campeão (2015) | 2007    | 2022   |   | 1 |
| Bahia      | 2ª Divisão        | 4          | Campeão (2006)      | 2006    | 2025   | 1 |   |
| Bahia      | Copa Governador   | 8          | Campeão (5 vezes)   | 2009    | 2016   |   |   |
| Bahia      | Torneio Início    | 1          | Vice-campeão (2011) | 2011    | 2011   |   |   |
|            | Copa do Nordeste  | 2          | 10° colocado (2016) | 2014    | 2016   |   |   |
| Brasil     | Série C           | 1          | 21º colocado (2008) | 2008    | 2008   | – | – |
| Brasil     | Série D           | 6          | 21º colocado (2013) | 2011    | 2020   | – |   |
| Brasil     | Copa do Brasil    | 5          | 2ª fase (2016)      | 2013    | 2018   |   |   |

## Símbolos

### Hino
- Letra: Antônio Eduardo S. Moraes e Benjamin Nunes Pereira;
- Concepção Musical e voz: Andréa Cleoni;
- Concepção de Arranjo e voz: Lúcio Ferraz;
- Participação Especial (voz): Nina Ferraz;
- Composto em agosto e musicado em outubro de 2006.

### Notáveis jogadores
- Ángel Cuéllar
- Arturo Daniel
- Adriano Apodi
- Alan Bahia
- André Beleza
- Arthur Caculé[60]
- Artur
- Brasão
- Braw[61]
- Cacá
- Carlinhos[62]
- Carlos Alberto
- Ciel
- Diogo[63]
- Éder Silva
- Fausto
- Fernando Belém
- Flávio Caça-Rato
- Halef Pitbull
- Hugo Moura[64]
- Índio
- Júnior Todinho
- Kléber
- Léo Dias[65]
- Matheus Leoni
- Maurício Pantera
- Nonato
- Pantico
- Paulo Almeida
- Rafael Granja
- Raul[66]
- Roni Silva
- Sílvio[67][68]
- Tatu[69][70]
- Wander
- Wellington[71]
- Zé Leandro
- Julián Viáfara
- Kanata Maeda
- Masashi Uchida
- Takuya Egashira
- Tenta Maeda
- Mumu

### Notáveis treinadores
- Joaquín Monastério
- Eduardo Bahia
- Elias Borges
- Estevam Soares
- Evandro Guimarães
- Ferreira
- Washington

### Uniformes

#### Temporada atual
| 1º | 2º |

## Elenco profissional
- : Capitão
- : Prata da casa (Jogador da base)
- : Jogador lesionado/contundido